# Johan Abraham Norell

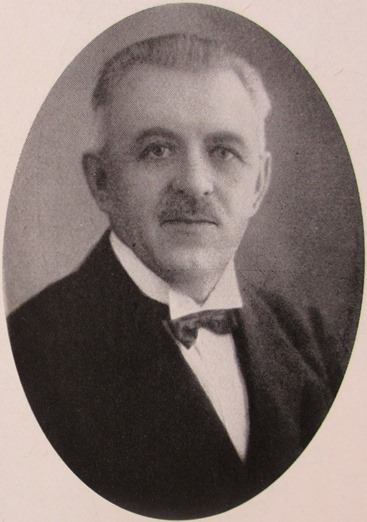
J.A. Norell.

Johan Abraham Norell, vanligen J.A. Norell, född 2 mars 1870 i Mo församling, Gävleborgs län, död 24 december 1955 i Söderhamn, var en svensk fabrikör. Han var far till läkaren och konstnären Dagmar Norell.
Norell, som var son till en köpman och genomgått folkskola, var från 1895 verksam som möbelfabrikant och innehavare av en möbelaffär i Söderhamn. Han var även rådman och under 28 år ledamot av Söderhamns stadsfullmäktige. Han var ordförande i styrelsen för Söderhamns och Sydöstra Hälsinglands Sparbank samt ledamot av en mängd styrelser, däribland Köpmannaföreningen, Hantverksföreningen och Fastighetsägareföreningen i Söderhamn.